# Hippolyte Ravergie
Hippolyte Claude Ravergie  (* 18. April 1815 in Paris; † 13. November 1887 ebenda) war ein französischer Maler.

## Leben

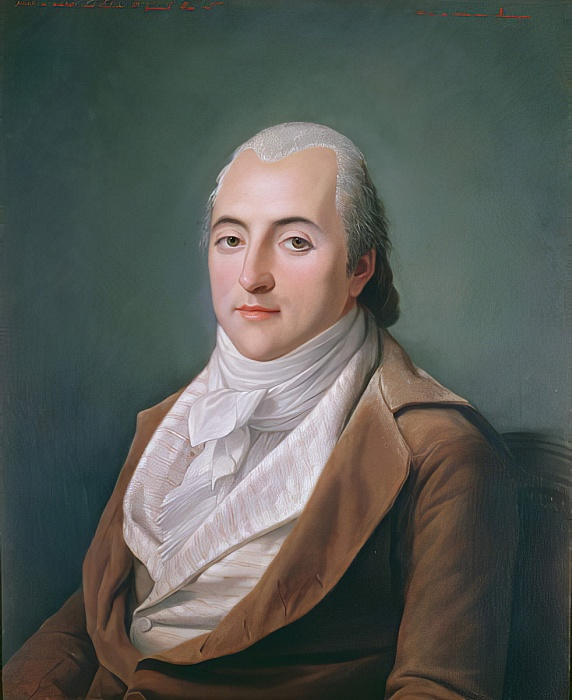
Porträt von Claude-Henri de Rouvroy comte de Saint-Simon

Hippolyte Ravergie war der Sohn von Jean Marie Ravergie und dessen Ehefrau Josephine Catherine, geborene Poiret. Er war Schüler von Jean-Auguste-Dominique Ingres und Paul Hippolyte Delaroche, den beiden führenden Vertretern einer klassizistischen und akademisch-realistischen Malerei in Frankreich während der ersten Hälfte des 19. Jahrhunderts. Zwanzigjährig stellte Ravergie 1835 und danach regelmäßig im Pariser Salon aus.
Ravergie war verheiratet. 1851 malte er im klassizistischen Stil ein Porträt seiner Ehefrau.

## Werke
Außer Porträts beliebter Schauspielerinnen seiner Zeit schuf er im Auftrag des Musée de Versailles ein Porträt Napoleons III. sowie religiöse Historien. Eines der bekanntesten Werke ist ein Porträt von Claude-Henri de Rouvroy, Graf von Saint-Simon, im Alter von 35 Jahren, welches postum nach einer Zeichnung von Adélaïde Labille-Guiard entstand.